# Phare de Martín García
Le phare de Martín García (en espagnol : Faro Martín García)est un phare inactif situé dans la partie sud de l'île Martín García (partido de La Plata), dans la Province de Buenos Aires en Argentine. Il fut géré par le Servicio de Hidrografía Naval (SHN) de la marine.
Le décret 1741/2011 publié au Journal officiel a classé le phare comme monument historique national en 2011.

## Histoire
L'île est située dans le Río de la Plata, estuaire entre l'Uruguay et l'Argentine. Il s'agit d'une enclave argentine dans les eaux uruguayennes qui a été confirmée par le traité de 1973 sur le Rio de La Plata. C'est une des Aires protégées en Argentine.
La construction du phare s'est déroulée du 7 janvier au 16 juillet 1897. Sa mise en service a eu lieu le 26 juillet 1897. La lanterne, de section octogonale, est en fer avec des fenêtres. Elle est surmontée d'une calotte sphérique métallique et d'un paratonnerre. Le phare est érigé sur un terrain de 2,500 m2.
Le phare a été désactivé en février 1938  à la mise en service d'un sémaphore, qui continue de fonctionner actuellement pour le marquage des marins et pour indiquer la hauteur des marées.

## Description
Ce phare est une tour cylindrique en pierre et maçonnerie, avec une galerie et une lanterne de 13 m de haut, attenante à une maison de gardien de deux étages.
Identifiant : ARLHS : ARG045 .
|                                  |
| Localisation : Île Martín García |

|                                  |
| Île Martín García (vue aérienne) |

### Lien connexe
- Liste des phares d'Argentine